# Balázs Déri

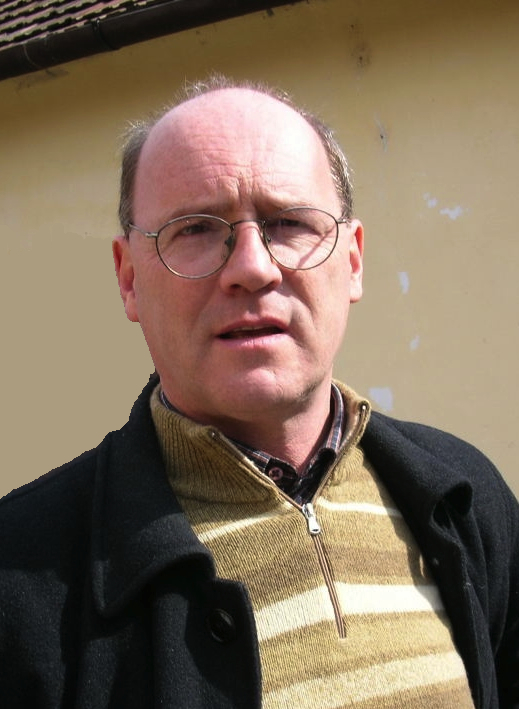
Balázs Déri, 2007

Balázs Déri (* 4. August 1954) ist ein ungarischer Dichter, Übersetzer, Altphilologe, Mediävist, Musikologe, Katalanist, Universitätsprofessor, Herausgeber der Zeitschrift Magyar Egyházzene (Ungarische Kirchenmusik).

## Leben
Geboren 1954 in Orgovány/Bugacpuszta. An der Loránd-Eötvös-Universität, Budapest studierte er 1972–1977 Latinistik und Iranistik, 1973–1979 Griechisch, 1972–1974 Hungarologie, 1977–1978 fortsetzte er seine koptischen, 1978–1981 seine katalanischen Studien. 1991–1995 an der Liszt Ferenc Musikakademie studierte er Musikologie. 1998 PhD, 2003 Habilitation.

### Stellen
- 1977–1994: MTA (UAW) Ókortudományi Tanszéki Akadémiai Kutatócsoport (Forschungsgruppe für Altertumswissenschaft) Lexicon Latinitatis Medii Aevi Hungariae (Redakteur)
- 1995–1997: KRE-HTK (Károli-Gáspár-Universität der Reformierten Kirche, Theologische Fakultät), Griechisch- und Lateinlehrer
- 1998–: ELTE-BTK (Eötvös-Loránd-Universität, Philosophische Fakultät), Latin Nyelvi és Irodalmi Tanszék (Seminar für Latein) (1998-: Assistent, 1998-: Oberassistent, 2001-: Dozent, 2008-: Ordinarius), 2001–2002: stellvertretender Direktor des Instituts für Altertumswissenschaft, 2002-: Lehrstuhlleiter des Seminars für Latein, 2003–2006: Prodekan der Philosophischen Fakultät, 2005–2008: Direktor des Instituts für Altertumswissenschaft, 2012-: stellvertretender Direktor des Zentrums für Religionswissenschaft.

## Werke

### Lyrikbände
- Az utolsó sziget. Versek 2000-ből (Die letzte Insel. Gedichte aus dem Jahre 2000). Argumentum Kiadó, Bp., 2001.
- Kézírás (Manuskript). Argumentum Kiadó, Bp., 2004.
- Rétegek (Schichten). Argumentum Kiadó, Bp., 2010.

### Gedichte in Fremdsprachen
György Jánosházy-Balázs Déri: Amb el crepuscle ha arribat la tardor. Seminari de Traducció Poètica de Farrera, IX. Institució de les Lletres Catalanes, 2006.

### Wichtigere Übersetzungen
- Büchner, Georg–Madách, Imre: Teatre (Az ember tragédiája fordítása). Edicions 62, Barcelona, 1987.
- Pilinszky János: Estelles (Szálkák). Edicions 62, Barcelona, 1988.
- Ramon Llull. A szerelmes és a Szeretett könyve. Bp., 1994.
- Távollét. Mírá hercegnő misztikus versei és legendája (Bangha Imrével). Argumentum Kiadó, Bp., 1997.
- Ausiàs March: Versek. Poemes. Poemas. Ibisz, Bp., 1999.
- Kavafisz: Alexandria örök. Kalligram, Pozsony, 2006.

### Monographie
- A részek és az egész. Prudentius Cathemerinon című himnuszciklusának szerkezete (Die Teile und das Ganze. Die Struktur des Zyklus Cathemerinon des Prudentius). Apollo Könyvtár 22, Argumentum Kiadó, Bp., 2001.

### Lehrbuch
- Újszövetségi görög nyelvkönyv (Lehrbuch für das Griechische des Neuen Testamentum, zusammen mit Gergely Hanula). Argumentum Kiadó, Bp., 2000., 2008.

### Textausgabe
- II. Rákóczi Ferenc: Meditationes principis Francisci II. Rákóczi. Balassi Kiadó, Bp., 1997.
- Missale Strigoniense 1484 (Monumenta Ritualia Hungarica 1.). Argumentum Kiadó, Bp., 2009.

### Sonstiges
- Interview mit Zoltán Csehy: Nyelvi álarcok. Tizenhárman a fordításról (Sprachmasken. Interviews mit dreizehn Übersetzern) (Pont fordítva 6.) Hrsg. Éva Jeney, Ildikó Józan. Balassi Kiadó, Bp., 2008.

## Preise
- Lénárt Sándor-Preis der Ungarischen Gesellschaft für Altertumswissenschaften (1999)
- Niveau-Preis des Ungarischen Rundfunkes (1999)
- Preis des Ungarischen Kulturministeriums für den Band Kézírás (2004)
- Ürményi József-Preis der Philosophischen Fakultät der Eötvös-Loránd-Universität (2012)
- Verdienstorden der Republik Ungarn (2014)